# Cardamine bulbifera
Espèce
Classification APG III (2009)
La cardamine bulbifère, Cardamine bulbifera (Syn. Dentaria bulbifera  L.), est une espèce de plante herbacée de la famille des brassicacées.

## Description
Les fleurs rosées, rarement blanches, apparaissent au printemps au sommet d'une tige de 30 à 60 cm.
Les feuilles de la base sont pennatiséquées à 5 à 7 folioles dentées, les feuilles supérieures sont lancéolées et simples. Les feuilles moyennes sont de forme intermédiaire.
La plante, qui forme rarement des graines, se reproduit essentiellement par les bulbilles qui apparaissent à l'aisselle des feuilles moyennes et supérieures.

## Répartition
La cardamine bulbifère se rencontre en station ombragée, de préférence dans les hêtraies sur sol calcarifère, dans une grande partie de l'Europe et en Asie occidentale.
 Elle est rare dans le Nord, l'Ouest et le Sud-est de la France, ainsi que dans le Sud-est de la Belgique. Elle jouit d'une protection légale en région Haute-Normandie et en Belgique.

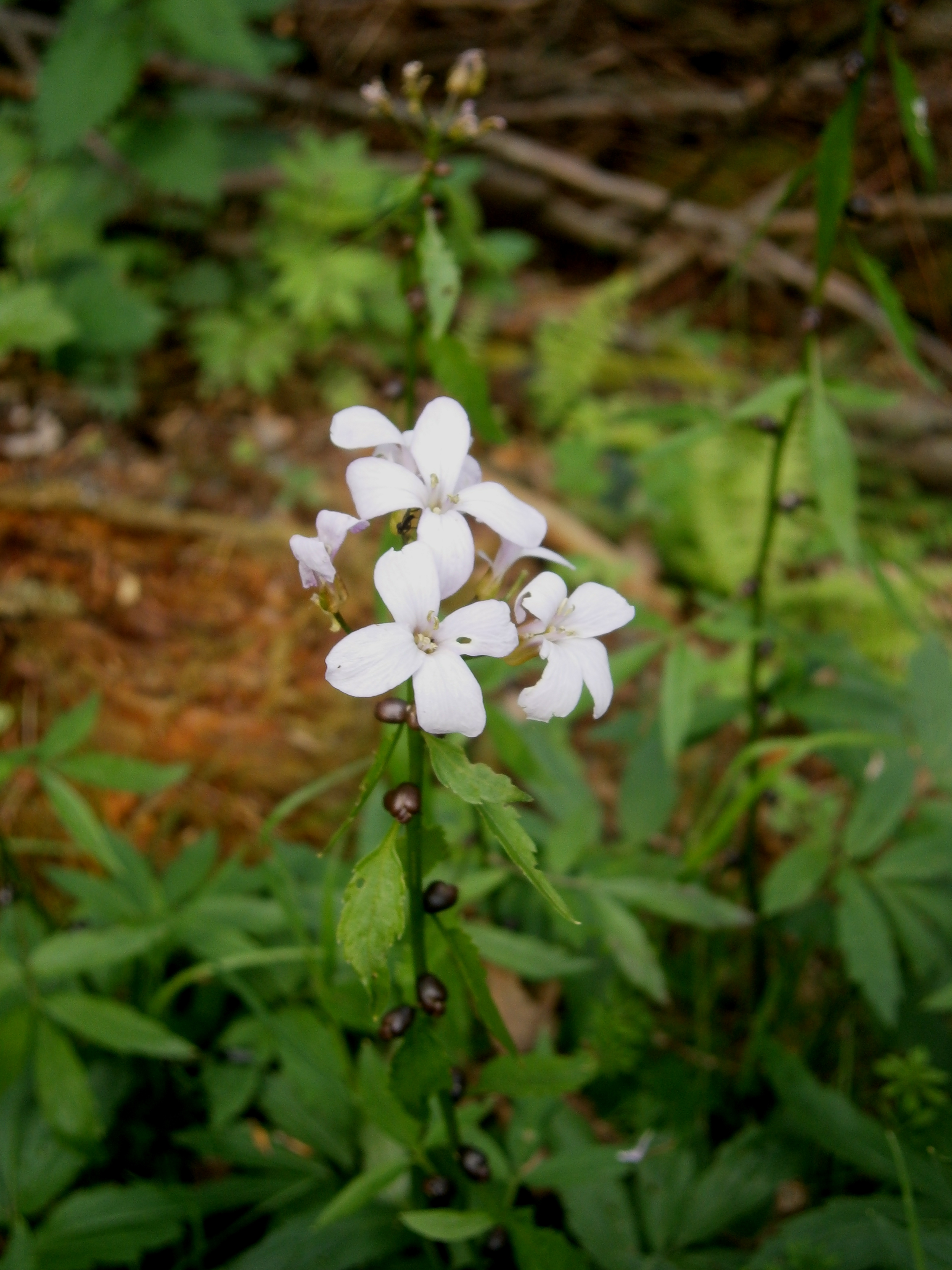
Haut de la tige avec fleurs et bulbilles.
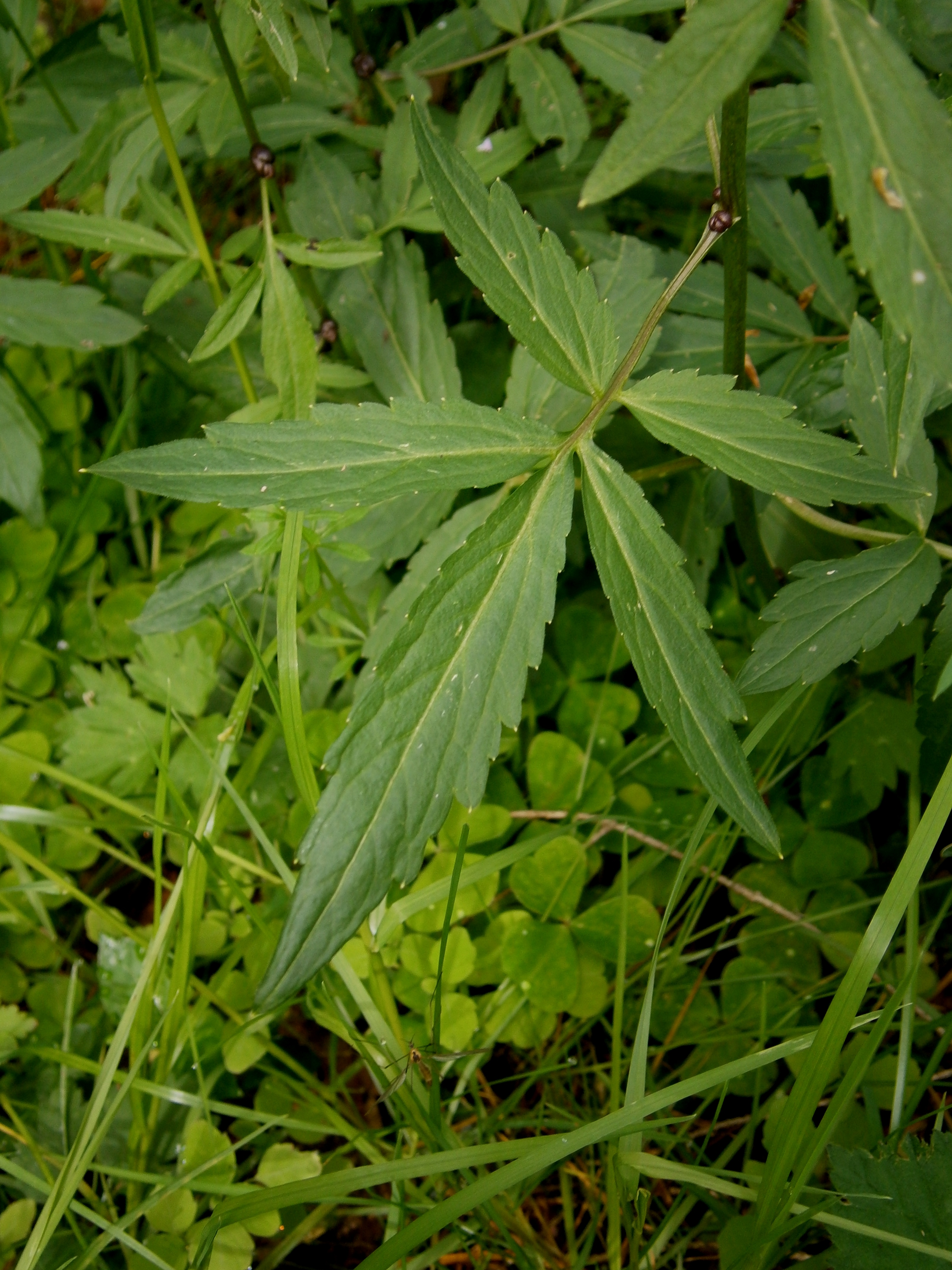
Feuille moyenne avec bulbille.
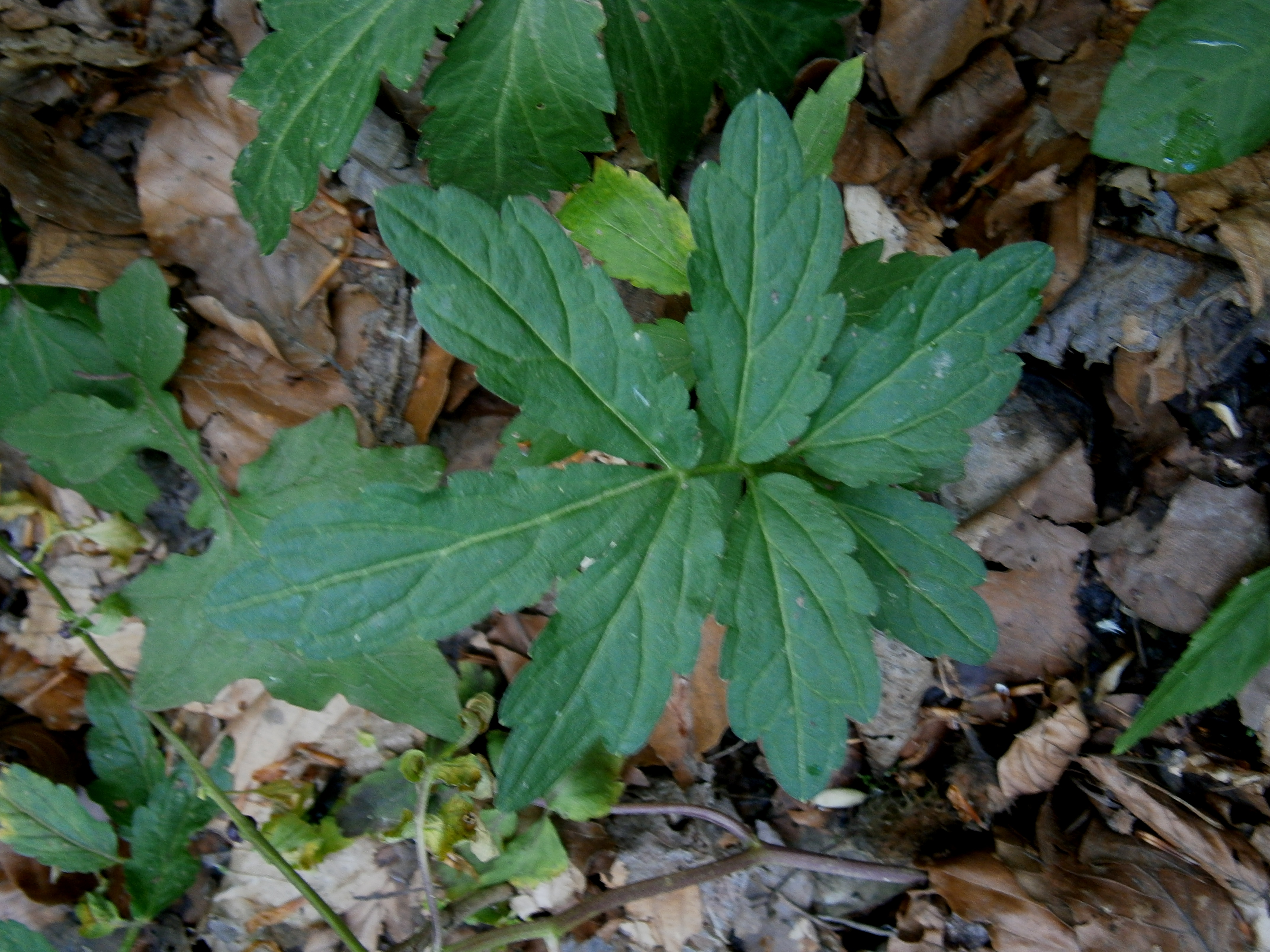
Feuille de la base.
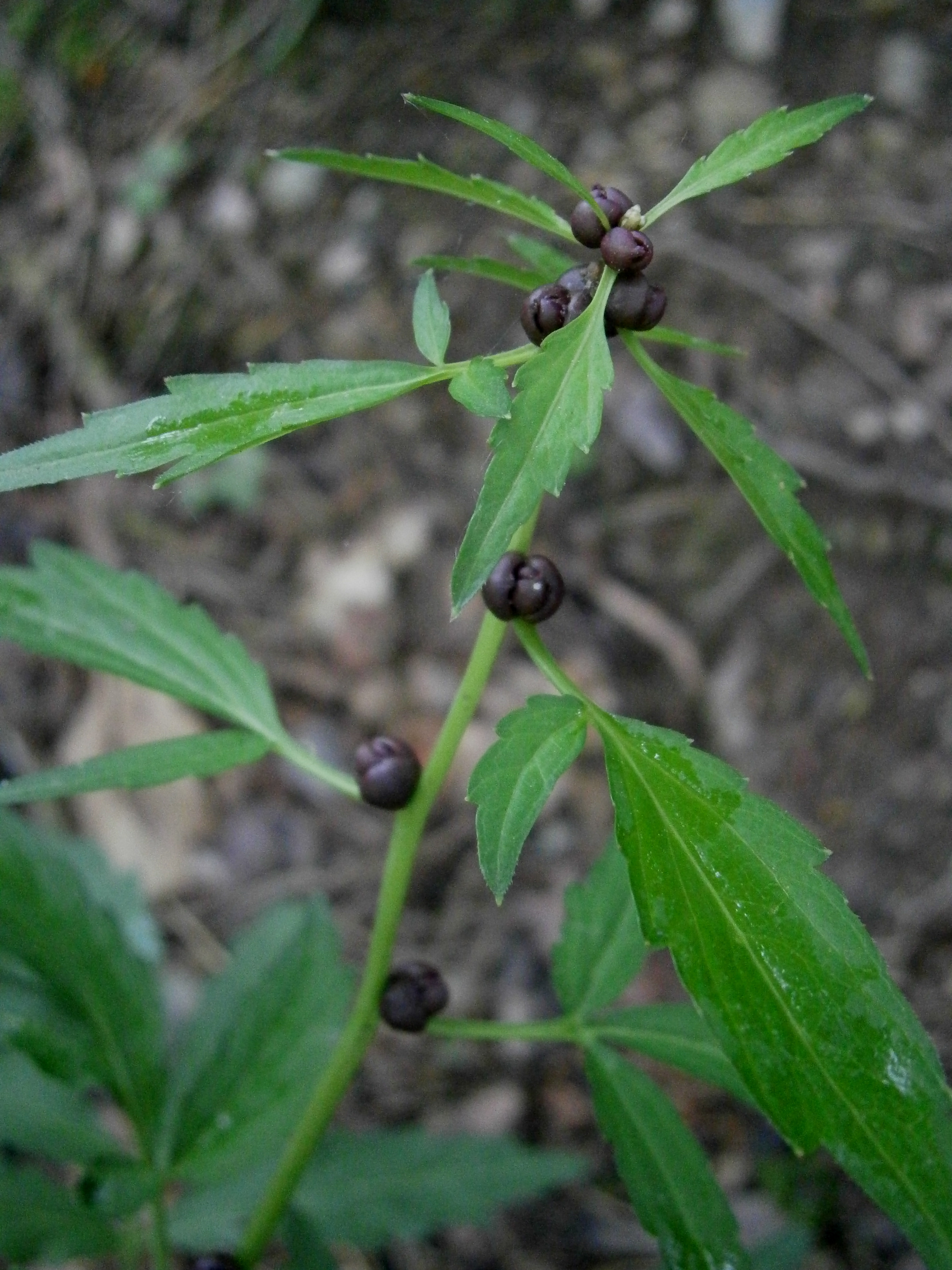
Jeune plante avec uniquement des bulbilles.